# 加稲山町
加稲山町（かいなやまちょう）は、愛知県弥富市の地名。

## 地理
旧弥富町南西部に位置する。東から南は稲荷崎、西は栄南町に接する。

## 歴史

### 町名の由来
加稲の人が砂州の比較的高い位置にある場所が干拓されたことによるという。

### 沿革
- 文化8年 - 伊勢国桑名郡加稲山新田として成立[2]。
- 1880年（明治13年） - 愛知県海西郡加稲山新田となる[2]。
- 1889年（明治22年） - 両国村大字加稲山新田となる[2]。
- 1906年（明治39年） - 鍋田村大字加稲山新田となる[2]。
- 1937年（昭和12年） - 鍋田村大字加稲山となる[2]。
- 1955年（昭和30年） - 弥富町大字加稲山となる[2]。
- 1970年（昭和45年） - 一部が稲荷崎に編入され、堤防・用水敷地のみが残る[2]。
- 2006年（平成18年）4月1日 -  弥富町大字加稲山字大縄場・字イノ割・字ロノ割がそれぞれ、加稲山町大縄場・加稲山町イノ割・加稲山町ロノ割になる[WEB 2]。

### WEB
1. ↑  “市外局番の一覧” (PDF).   総務省 (2022年3月1日). 2022年3月22日閲覧。
2. ↑  弥富市役所 総務部 総務課 行政グループ (2015年2月19日). “弥富市住所一覧  旧弥富町” (pdf).   弥富市. 2023年4月6日閲覧。

### 書籍
1. 1 2  「角川日本地名大辞典」編纂委員会 1989, p. 1899.
2. 1 2 3 4 5 6 7 8  「角川日本地名大辞典」編纂委員会 1989, p. 360.